# Festival de la Cançó d'Eurovisió 2009
El Festival de la Cançó d'Eurovisió 2009 fou la 54a edició d'aquest esdeveniment musical que guanyà el representant de Noruega amb la cançó Fairytale interpretada i composta per Alexander Rybak.
La data de la final fou el 16 de maig de 2009 i tingué lloc a Moscou (Rússia). El país més gran d'Europa va acollir aquesta edició gràcies al fet que el seu representant Dima Bilan va guanyar l'edició de 2008 a Belgrad amb la cançó Believe.
La televisió russa C1R, encarregada d'organitzar el Festival, va proposar com a seu l'Olimpiisky Indoor Arena, acceptada posteriorment per la Unió Europea de Radiodifusió (UER). L'edició de 2009 va comptar un altre cop amb dues semifinals: la primera semifinal es va celebrar el 12 de maig de 2009 i la segona semifinal el 14 de maig de 2009.
El Grup de Referència de la UER ja havia avançat que introduiria nous canvis en el sistema de votació pel 2009, per les protestes sobre l'excessiva influència de l'anomenat vot polític i vot de diàspora (vot dels immigrants) que feia la votació massa previsible i els resultats poc satisfactoris, en tal mesura que alguns països com Mònaco i Àustria es retiraren els darrers anys adduint que aquesta situació deixava els seus representants en clar desavantatge davant altres països com Rússia, Sèrbia, Armènia o Turquia, que compten amb nombroses colònies d'immigrants arreu del continent.
Així doncs, al setembre de 2008 es va acordar que els jurats d'experts de cada país participant (compostos per cinc membres) decidirien conjuntament amb el televot (en un percentatge determinat en un 50% cadascun) les puntuacions que atorgaria cada país a la Final. Una prova d'aquest sistema es va realitzar al Festival de la Cançó Junior que tingué lloc a Xipre el 22 de novembre de 2008, on el vot ja es va decidir al 50% entre el televot i els jurats d'experts.
També es va confirmar que l'anomenat Big Four (França, Espanya, Regne Unit i Alemanya) es classificaria directament per a la Final juntament amb l'amfitrió (Rússia). Els altres vint finalistes sortirien de les dues semifinals, deu de cadascuna (nou escollits per televot i un pel jurat). El sorteig que decideix en quina semifinal participa cada país es va dur a terme el 30 de gener de 2009.

## Els 42 participants

Països participants que es van classificar per a la final.
Països participants que no es van classificar per a la final.
Països que hi van participar al passat però no el 2009.

La següent taula mostra la llista oficial dels 42 participants anunciada per la UER el 12 de gener de 2009 (originalment van ser 43, però Geòrgia es va retirar més tard). Les candidatures van ser aprovades i fetes oficials per la UER el 18 de març:
| Estat                | Ens televisiu                                                                                    | Selecció per Eurovisió 2009 | Candidats escollits |
| -------------------- | ------------------------------------------------------------------------------------------------ | --- | --- |
| Albània              | RTVSh (Radio Televizioni Shqiptar) - Semifinal 2                                                 | El representant albanès és un cop més el guanyador del tradicional Festivali i Kenges, com ha estat des que el país va debutar el 2004. La final d'aquest festival va tindre lloc el 21 de desembre de 2008. | Kejsi Tola representà Albània al Festival de 2009 amb la cançó Carry me in your dreams.                                   |
| Alemanya             | NDR (Norddeutscher Rundfunk) - Vota a la semifinal 1                                             | La NDR finalment va decidir no tornar a organitzar cap preselecció televisada i, a canvi, escollir internament un artista o grup de cert renom. El 9 de febrer de 2009 va donar a conèixer el resultat de l'elecció. | Alex C. & Oscar Loya representaren Alemanya al Festival de 2009 amb la cançó Miss Kiss Kiss Bang.                         |
| Andorra              | RTVA (Ràdio i Televisió d'Andorra) - Semifinal 1                                                 | La RTVA va organitzar una preselecció televisada per escollir, entre tres propostes, el seu representant per 2009 La final d'aquest esdeveniment, anomenat Passaport a Moscou, va tindre lloc el 4 de febrer de 2009 | Susanne Georgi representà Andorra al Festival de 2009 amb la cançó La teva decisió.                                       |
| Armènia              | ARMTV (Armenia TV) - Semifinal 1                                                                 | Armènia va realitzar una preselecció televisada el 14 de febrer de 2009 per escollir el seu representant. | Inga & Anush representaren Armènia al Festival de 2009 amb la cançó Jan jan.                                              |
| Azerbaidjan          | ITV (Ictimai TV) - Semifinal 2                                                                   | La ITV va engegar el 24 d'octubre de 2008 una sèrie de càstings a porta tancada per escollir tant l'artista com la cançó que representarien el país al Festival de 2009 El 17 de gener de 2009 va anunciar l'artista escollida pel jurat de l'ens; el 12 de febrer de 2009 es va anunciar que finalment compondria un duet amb el compositor de la cançó triada. | Aysel & Arash representaren Azerbaidjan al Festival de 2009 amb la cançó Always.                                          |
| Bèlgica              | RTBF (Radio Télévision Belge de la Communauté Française) - Semifinal 1                           | La televisió valona va prendre el relleu el 2009 de l'ens flamenc VRT. Com és habitual en aquest ens, la selecció de l'artista i la cançó es va dur a terme internament. El 10 de març de 2009 es va fer la presentació oficial del cantant i la cançó escollides; el 17 de febrer de 2009, però, ja es varen anunciar tant el nom del cantant com el títol de la cançó. | Patrick Ouchène representà Bèlgica al Festival de 2009 amb la cançó Copycat.                                              |
| Belarús              | BTRC (Belaruskaja Tele-Radio Campanjia) - Semifinal 1                                            | Belarús va tornar a emprar el seu sistema de preselecció anomenat EuroFest. La final de l'esdeveniment va tindre lloc el 19 de gener de 2009 | Petr Elfimov representà Belarús al Festival de 2009 amb la cançó Eyes that never lie.                                     |
| Bòsnia i Hercegovina | RTVBiH (Radio TV Bosna i Hercegovina) - Semifinal 1                                              | La televisió bosniana va tornar a escollir internament tant l'artista com la cançó, que varen ser presentats públicament l'1 de març de 2009 El nom de l'artista i el títol de la cançó ja es van donar a conèixer el 12 de gener de 2009 | Regina representaren Bòsnia i Hercegovina al Festival de 2009 amb la cançó Bistra voda.                                   |
| Bulgària             | BNT (Bâlgarska Nationalna Televizija) - Semifinal 1                                              | La televisió de Bulgària va dur a terme un llarg procés de preseleccions televisades, anomenat aquest any Be a Star. La final va tindre lloc el 21 de febrer de 2009 | Krassimir Avramov representà Bulgària al Festival de 2009 amb la cançó Illusion.                                          |
| Croàcia              | HRT (Hrvatska Radiotelevizija) - Semifinal 2                                                     | La final del tradicional festival de preselecció croata, anomenat DORA, va tindre lloc el 28 de febrer de 2009 | Igor Cukrov & Andrea representaren Croàcia al Festival de 2009 amb la cançó Liepa tena.                                   |
| Dinamarca            | DR (Danmarks Radio) - Semifinal 2                                                                | La DR va anunciar que el seu habitual festival de preselecció, el Melodi Grand Prix, comptaria en aquesta ocasió amb només una final directa de deu artistes, suprimint així les semifinals. Aquesta final va tindre lloc el 31 de gener de 2009 | Brinck representà Dinamarca al Festival de 2009 amb la cançó Believe again.                                               |
| Eslovàquia           | STV (Slovenská Televízia) - Semifinal 2                                                          | La televisió pública d'Eslovàquia va anunciar el 25 de setembre de 2008 que el país retornaria al Festival en 2009, després d'una absència que perdurava des de 1998. La STV també va anunciar que organitzaria una preselecció televisada, la final de la qual va tindre lloc el 8 de març de 2009 | Kamil Mikulčík & Nela Pocisková representaren Eslovàquia al Festival de 2009 amb la cançó Let' tmou.                      |
| Eslovènia            | RTVSLO (Radiotelevizija Slovenija) - Semifinal 2                                                 | La RTVSLO va tornar a emprar el seu habitual sistema de preselecció televisat anomenat EMA, introduint de nou el vot d'un jurat afegit al televot. La final va tindre lloc l'1 de febrer de 2009 | Quartissimo & Martina representaren Eslovènia al Festival de 2009 amb la cançó Love symphony.                             |
| Espanya              | TVE (Televisión Española) - Vota a la semifinal 2                                                | Com a la passada edició, Espanya va utilitzar el portal MySpace per a seleccionar els candidats per representar el país al Festival de 2009 Aquest any però, un sistema combinat de jurat i de televot va ser l'emprat per escollir l'artista a la fase final televisada, anomenada Eurovisión 2009: el retorno. La final va tindre lloc el 28 de febrer de 2009 | Soraya representà Espanya al Festival de 2009 amb la cançó La noche es para mí.                                           |
| Estònia              | ETV (Eesti TV) - Semifinal 2                                                                     | L'ens estonià va canviar el format de la seva preselecció pel Festival de 2009 Així, al nou format aprovat, anomenat Eesti Laul, només hi podien prendre part artistes estonians. La final va tindre lloc el 7 de març de 2009 | Urban Symphony representaren Estònia al Festival de 2009 amb la cançó Rändajad.                                           |
| Finlàndia            | YLE (Yleisradio) - Semifinal 1                                                                   | La YLE va tornar a emprar aquest any el seu sistema de tres semifinals i una final televisada, anomenat Euroviisut; la final del certamen va tindre lloc el 31 de gener de 2009 | Waldo's People representaren Finlàndia al Festival de 2009 amb la cançó Lose control.                                     |
| França               | France Télévisions - Vota a la semifinal 2                                                       | França va anunciar oficialment el nom de l'artista escollida internament el 30 de gener de 2009 | Patricia Kaas representà França al Festival de 2009 amb la cançó Et s'il fallait le fair.                                 |
| Grècia               | ERT (Elliniki Radiophonia Tileorassi) - Semifinal 2                                              | La televisió grega va confirmar el 15 de juliol de 2008 que havia arribat a un acord amb un artista i un compositor perquè representessin Grècia al Festival de 2009 L'ERT va organitzar una preselecció televisada el 18 de febrer de 2009, perquè el públic escullís entre tres cançons propostes | Sakis Ruvàs representà Grècia al Festival de 2009 amb la cançó This is our night.                                         |
| Hongria              | MTV (Magyar Televizió) - Semifinal 2                                                             | L'ens hongarès va anunciar que el procés de selecció seria totalment intern. Així, el 3 de febrer de 2009, la MTV va donar a conèixer l'intèrpret i la cançó escollides, però aquesta no s'ajustava a la normativa del concurs; l'ens hongarès va designar immediatament la segona cantant millor valorada, però aquesta va comunicar el 10 de febrer de 2009 que renunciava a participar per problemes d'agenda. Finalment, un nou artista i una nova cançó varen ser anunciats per la MTV el 23 de febrer de 2009 | Zoli Ádok representà Hongria al Festival de 2009 amb la cançó Dance with me.                                              |
| Irlanda              | RTÉ (Radio Telefís Éireann) - Semifinal 2                                                        | Irlanda va confirmar que tornaria a organitzar una preselecció televisada per escollir el seu representant al Festival de 2009 La final, que es va dur a terme com un especial anomenat Eurosong, dins del programa televisiu The late late show, va tindre lloc el 20 de febrer de 2009 | Sinéad Mulvey & Black Daisy representaren Irlanda al Festival de 2009 amb la cançó Et cetera.                             |
| Islàndia             | RUV (Ríkisútvarpid) - Semifinal 1                                                                | La RUV va anunciar que tornaria a organitzar l'habitual preselecció televisada anomenada Söngvakeppni Sjónvarpsins, però amb menys semifinals que la de l'any anterior. La final va tindre lloc el 14 de febrer de 2009 | Yohanna representà Islàndia al Festival de 2009 amb la cançó Is it true?.                                                 |
| Israel               | IBA (Israel Broadcasting Authority) - Semifinal 1                                                | La televisió d'Israel va escollir de nou les artistes que representarien el país de forma interna, i va fer pública la decisió l'11 de gener de 2009 Posteriorment, la IBA va organitzar una preselecció televisada, anomenada K-dam, on el públic va escollir la cançó que representaria el país al Festival, d'entre quatre propostes presentades a les cantants triades. Aquesta preselecció va tindre lloc el 2 de març de 2009                                                                                 | Noa & Mira Awad representaren Israel al Festival de 2009 amb la cançó There must be another way.                          |
| Letònia              | LTV (Latvijas Televizija) - Semifinal 2                                                          | Després de diversos anuncis oficials sobre la retirada de la televisió letona per causes econòmiques, finalment la UER va acceptar la seva participació tot i confirmar-la passada la data límit establerta. Així doncs, Latvijas Televizija va organitzar finalment el seu habitual festival de preselecció anomenat Eirodziesma, la final del qual va tindre lloc el 28 de febrer de 2009 | Intars Busulis representà Letònia al Festival de 2009 amb la cançó Probka.                                                |
| Lituània             | LRT (Lietuvos Radijas ir Televizija) - Semifinal 2                                               | La Lietuvos Radijas ir Televizija va aprovar un nou format de preselecció anomenat Lietuvos dainu daina, on només podien participar artistes lituans de cert renom. La final va tindre lloc el 14 de febrer de 2009 | Sasha Son representà Lituània al Festival de 2009 amb la cançó Love.                                                      |
| ARI de Macedònia     | MRT (Makedonska Radio Televizija) - Semifinal 1                                                  | La televisió macedònia va tornar a organitzar el seu habitual sistema de preselecció televisada anomenat Skopje Fest. La final va tindre lloc el 21 de febrer de 2009 | Next Time representaren l'Antiga República Iugoslava de Macedònia al Festival de 2009 amb la cançó Neshto shto ke ostane. |
| Malta                | TVM (Television of Malta) - Semifinal 1                                                          | El Ministeri de Cultura maltès va dissoldre el comitè que s'encarregava de portar a terme la preselecció de les cançons aspirants a representar l'illa al Festival; així, pel 2009 aquesta organització va passar a dependre directament de la TVM. La televisió de l'illa va engegar un nou format de preselecció, que constava d'una fase prèvia de eliminacions directes anomenada Euroshow Box, i d'una final anomenada Eurosong que va tindre lloc el 7 de febrer de 2009                                      | Chiara representà Malta al Festival de 2009 amb la cançó What if we.                                                      |
| Moldàvia             | TRM (Teleradio Moldova) - Semifinal 2                                                            | La televisió moldava va organitzar una preselecció televisada per escollir el seu representant pel 2009 La final va tindre lloc el 14 de febrer de 2009 | Nelly Ciobanu representà Moldàvia al Festival de 2009 amb la cançó Hora din Moldova.                                      |
| Montenegro           | RTCG (Radiotelevizija Crne Gore) - Semifinal 1                                                   | Montenegro va dur a terme una selecció interna per escollir el seu representant pel Festival de 2009 L'artista i la cançó escollida van ser presentades públicament el 23 de gener de 2009 | Andrea Demirovic representà Montenegro al Festival de 2009 amb la cançó Just get out of my life.                          |
| Noruega              | NRK (Norsk Rikskringkasting) - Semifinal 2                                                       | La televisió de Noruega va tornar a organitzar el seu popular festival de preselecció Melodi Grand Prix, però en aquesta edició no va permetre que lletristes estrangers poguessin enviar propostes. La final va tindre lloc el 21 de febrer de 2009 | Alexander Rybak representà Noruega al Festival de 2009 amb la cançó Fairytale.                                            |
| Països Baixos        | NOS (Nederlandse Omroep Stichting) - Semifinal 2                                                 | La televisió neerlandesa va dur a terme una selecció interna entre diversos candidats i el 19 de setembre de 2008 va anunciar el grup escollit per a representar el país al Festival. La cançó va ser escollida entre sis propostes que interpretaren els artistes seleccionats durant el Nationaal Songfestival que va retransmetre la NOS l'1 de febrer de 2009 | The Toppers representaren els Països Baixos al Festival de 2009 amb la cançó Shine.                                       |
| Polònia              | TVP (Telewizja Polska) - Semifinal 2                                                             | La televisió de Polònia, després de considerar retirar-se en protesta pel sistema de vot, va tornar a realitzar el seu tradicional concurs de preselecció anomenat Piosenka dla Europy, la final del qual va tindre lloc el 14 de febrer de 2009 | Lidia Kopania representà Polònia al Festival de 2009 amb la cançó I don't wanna leave.                                    |
| Portugal             | RTP (Radiotelevisão Portuguesa) - Semifinal 1                                                    | La RTP va tornar a organitzar el seu tradicional Festival da Cançao. La final de l'esdeveniment va tindre lloc el 28 de febrer de 2009 | Flor-de-lis representaren Portugal al Festival de 2009 amb la cançó Todas as ruas do amor.                                |
| Regne Unit           | BBC (British Broadcasting Corporation) - Vota a la semifinal 1                                   | La BBC va desmentir els rumors d'abandonament després del mal resultat de 2008 i va confirmar la seva participació per 2009 El compositor Andrew Lloyd Webber va ser designat per l'ens britànic per escriure la cançó que representaria el país a Moscou, mentre que l'artista va ser escollit mitjançant un nou format de concurs de preselecció anomenat Your country needs you, la final del qual va tindre lloc el 31 de gener de 2009                                                                         | Jade Ewen representà el Regne Unit al Festival de 2009 amb la cançó It's my time.                                         |
| Txèquia              | CT (Ceská Televize) - Semifinal 1                                                                | L'ens txec va confirmar la seva participació al Festival de 2009 i va realitzar una selecció interna per escollir el seu representant. El 30 de gener de 2009 es va fer públic el grup escollit, així com que la cançó seria escollida pel públic d'entre dues propostes. La cançó triada es va anunciar el 15 de març de 2009 | Gipsy.cz representaren la República Txeca al Festival de 2009 amb la cançó Aven Romale.                                   |
| Romania              | TVR (Televiziune Româna) - Semifinal 1                                                           | La televisió de Romania va confirmar que tornaria a organitzar una preselecció televisada, anomenada Selectia Nationala, la final de la qual va tindre lloc el 31 de gener de 2009 | Elena Gheorghe representà Romania al Festival de 2009 amb la cançó The Balkan girls.                                      |
| Rússia               | C1R (Channel One Russia) - Vota a la semifinal 2                                                 | Rússia va ser l'amfitriona de l'edició de 2009 La televisió russa va organitzar una preselecció televisada per escollir el seu representant al Festival. La final va tindre lloc el 7 de març de 2009 | Anastasia Prihodko representà Rússia al Festival de 2009 amb la cançó Mamo.                                               |
| Sèrbia               | RTS (Radiotelevizija Srbije) - Semifinal 2                                                       | La RTS va organitzar un cop més la seva preselecció televisada anomenada Beovizija, la final de la qual va tindre lloc el 8 de març de 2009 | Marko Kon & Milan representaren Sèrbia al Festival de 2009 amb la cançó Cipela.                                           |
| Suècia               | SVT (Sveriges Television) - Semifinal 1                                                          | L'ens suec va organitzar novament el seu històric i popular festival de preselecció Melodifestivalen. La final va tindre lloc el 14 de març de 2009 | Malena Ernman representà Suècia al Festival de 2009 amb la cançó La voix.                                                 |
| Suïssa               | SF (Schweizer Fernsehen) - Semifinal 1                                                           | La televisió de Suïssa va publicar al juliol de 2008 les normes per enviar candidatures a representar el país helvètic el 2009 Com els darrers anys, un cop rebudes totes les candidatures, un jurat d'experts va escollir l'artista i la cançó internament. El grup escollit va ser confirmat el 19 de gener de 2009 i la cançó va ser anunciada el 23 de febrer de 2009 | Lovebugs representaren Suïssa al Festival de 2009 amb la cançó The highest heights.                                       |
| Turquia              | TRT (Türkiye Radyo-Televizyon) - Semifinal 1                                                     | La TRT va escollir un cop més el seu representant internament. Així, el 22 d'octubre de 2008 l'ens turc va anunciar l'artista seleccionada per participar a Moscou. La cantant va presentar la cançó triada d'entre tres propostes l'1 de gener de 2009, durant l'especial de cap d'any de la televisió turca. | Hadise representà Turquia al Festival de 2009 amb la cançó Düm tek tek.                                                   |
| Ucraïna              | Companyia Nacional de Televisió Ucraïnesa (NTU, Natsionalna Telekompanija Ukraïny) - Semifinal 2 | L'ens ucraïnès va organitzar una preselecció televisada, la final de la qual va tindre lloc el 8 de març de 2009 | Svetlana Loboda representà Ucraïna al Festival de 2009 amb la cançó Be my Valentine.                                      |
| Xipre                | CyBC (Cyprus Broadcasting Corporation) - Semifinal 2                                             | Xipre va tornar a organitzar una preselecció televisada per escollir el seu representant per al Festival de 2009 La final va tindre lloc el 7 de febrer de 2009 | Christina Metaxa representà Xipre al Festival de 2009 amb la cançó Firefly.                                               |

## Altres membres de la UER
- Àustria. Malgrat els canvis introduïts al sistema de vot, l'ORF va declinar retornar al Festival (tampoc hi va prendre part el 2008), ja que no considera que es garanteixi que les puntuacions rebudes per cada país es corresponguin més amb la qualitat musical que no amb patrons geopolítics.
- Geòrgia. La GPB va anunciar que tot i la seva retirada inicial, anunciada a finals d'agost de 2008 (en protesta per la Guerra d'Ossètia, mantinguda amb l'organitzador del Festival, Rússia), havia acordat amb la UER revocar aquesta decisió i participar en el Festival. Aquest canvi es va donar en part gràcies a la seva posterior victòria al Festival Júnior de la Cançó, on a més havia rebut la màxima puntuació del jurat i el televot rus. Així doncs, el 18 de febrer de 2009 es va realitzar finalment la preselecció televisada per escollir el representant georgià al Festival (el grup Stefane & 3G i la cançó We don't wanna put in). Finalment, però, l'11 de març de 2009 van anunciar la seva retirada, ja que la UER els havia comunicat un dia abans que no acceptava la cançó escollida per les seves referències polítiques al primer ministre rus Vladímir Putin.
- Itàlia. La televisió italiana RAI, tot i les converses mantingudes amb la UER sobre el seu possible retorn, va decidir un any més no prendre-hi part, perllongant una absència que data de 1997.
- Luxemburg. La televisió luxemburguesa RTL va reiterar la seva absència del Festival, que data de 1993.
- Mònaco. L'ens monegasc TMC va considerar retornar al Festival després de dos anys d'absència com a protesta pel sistema de vot, un cop aquest s'havia reformat, però finalment va decidir posposar el seu retorn i no participar a Moscou.
- San Marino. La televisió de San Marino, SMRTV, tot i que es va preinscriure al Festival, finalment va decidir retirar-se per problemes econòmics.

Els membres restants de la UER (Marroc, Algèria, Tunísia, Líbia, Egipte, Líban i Jordània) no han participat mai al Festival (excepte el Marroc el 1980) i tampoc han mostrat un veritable interès a fer-ho, per raons culturals, polítiques i econòmiques.

## Primera semifinal. 12 de maig de 2009
| Nº | País                 | Intèrpret(s)      | Cançó                     | Posició | Pts |
| -- | -------------------- | ----------------- | ------------------------- | ------- | --- |
| 01 | Montenegro           | Andrea Demirović  | Just get out of my life   | 11      | 44  |
| 02 | Txèquia              | Gipsy.cz          | Aven romale               | 18      | 0   |
| 03 | Bèlgica              | Patrick Ouchène   | Copycat                   | 17      | 1   |
| 04 | Belarús              | Petr Elfimov      | Eyes that never lie       | 13      | 25  |
| 05 | Suècia               | Malena Ernman     | La voix                   | 4       | 105 |
| 06 | Armènia              | Inga & Anush      | Jan jan                   | 5       | 99  |
| 07 | Andorra              | Susanne Georgi    | La teva decisió           | 15      | 8   |
| 08 | Suïssa               | Lovebugs          | The highest heights       | 14      | 15  |
| 09 | Turquia              | Hadise            | Düm tek tek               | 2       | 172 |
| 10 | Israel               | Noa y Mira Awad   | There must be another way | 7       | 75  |
| 11 | Bulgària             | Krassimir Avramov | Illusion                  | 16      | 7   |
| 12 | Islàndia             | Yohanna           | Is it true?               | 1       | 174 |
| 13 | ARI de Macedònia     | Next time         | Nešto što kje ostane      | 10      | 45  |
| 14 | Romania              | Elena Gheorghe    | The Balkan girls          | 9       | 67  |
| 15 | Finlàndia            | Waldo's People    | Lose control              | 12      | 42  |
| 16 | Portugal             | Flor-de-Lis       | Todas as ruas do amor     | 8       | 70  |
| 17 | Malta                | Chiara            | What if we?               | 6       | 86  |
| 18 | Bòsnia i Hercegovina | Regina            | Bistra voda               | 3       | 125 |

## Segona semifinal. 14 de maig de 2009
| Nº | País          | Intèrpret(s)                    | Cançó                   | Posició | Pts |
| -- | ------------- | ------------------------------- | ----------------------- | ------- | --- |
| 01 | Croàcia       | Igor Cukrov y Andrea Šušnjara   | Lipeja Tena             | 13      | 33  |
| 02 | Irlanda       | Sinéad Mulvey y Black Daisy     | Et cetera               | 11      | 52  |
| 13 | Letònia       | Intars Busulis                  | Probka                  | 19      | 7   |
| 04 | Sèrbia        | Marko Kon y Milaan              | Cipela                  | 10      | 60  |
| 05 | Polònia       | Lidia Kopania                   | I don't wanna leave     | 12      | 43  |
| 06 | Noruega       | Alexander Rybak                 | Fairytale               | 1       | 201 |
| 07 | Xipre         | Christina Metaxa                | Firefly                 | 14      | 32  |
| 08 | Eslovàquia    | Kamil Mikulčík y Nela Pocisková | Leť tmou                | 18      | 8   |
| 09 | Dinamarca     | Niels Brinck                    | Believe again           | 8       | 69  |
| 10 | Eslovènia     | Quartissimo y Martina Majerle   | Love symphony           | 16      | 14  |
| 11 | Hongria       | Zoli Ádok                       | Dance with me           | 15      | 16  |
| 12 | Azerbaidjan   | AySel y Arash                   | Always                  | 2       | 180 |
| 13 | Grècia        | Sakis Ruvàs                     | This is our night       | 4       | 110 |
| 14 | Lituània      | Sasha Son                       | Love                    | 9       | 66  |
| 15 | Moldàvia      | Nelly Ciobanu                   | Hora din Moldova        | 5       | 106 |
| 16 | Albània       | Kejsi Tola                      | Carry me in your dreams | 7       | 73  |
| 17 | Ucraïna       | Svetlana Loboda                 | Be my Valentine         | 6       | 80  |
| 18 | Estònia       | Urban Symphony                  | Rändajad                | 3       | 115 |
| 19 | Països Baixos | De Toppers                      | Shine                   | 17      | 11  |

## Resultat de la Final (16-05-2009)
| Nº | País                 | Intèrpret(s)                  | Cançó                     | Posició | Pts |
| -- | -------------------- | ----------------------------- | ------------------------- | ------- | --- |
| 01 | Lituània             | Sasha Son                     | Love                      | 24      | 23  |
| 02 | Israel               | Noa & Mira Awad               | There Must Be Another Way | 16      | 53  |
| 03 | França               | Patricia Kaas                 | Et s'il fallait le faire  | 8       | 107 |
| 04 | Suècia               | Malena Ernman                 | La Voix                   | 21      | 33  |
| 05 | Croàcia              | Igor Cukrov y Andrea Šušnjara | Lipeja Tena               | 18      | 45  |
| 06 | Portugal             | Flor-de-Lis                   | Todas as ruas do amor     | 15      | 57  |
| 07 | Islàndia             | Yohanna                       | Is it true?               | 2       | 218 |
| 08 | Grècia               | Sakis Ruvàs                   | This is our night         | 7       | 120 |
| 09 | Armènia              | Inga & Anush                  | Nor par (Jan Jan)         | 10      | 92  |
| 10 | Rússia               | Anastasija Prikhodko          | Mamo                      | 11      | 91  |
| 11 | Azerbaidjan          | AySel y Arash                 | Always                    | 3       | 207 |
| 12 | Bòsnia i Hercegovina | Regina                        | Bistra voda               | 9       | 106 |
| 13 | Moldàvia             | Nelly Ciobanu                 | Hora din Moldova          | 14      | 69  |
| 14 | Malta                | Chiara                        | What if we?               | 22      | 31  |
| 15 | Estònia              | Urban Symphony                | Rändajad                  | 6       | 129 |
| 16 | Dinamarca            | Niels Brinck                  | Believe Again             | 13      | 74  |
| 17 | Alemanya             | Alex Swings Oscar Sings       | Miss Kiss Kiss Bang       | 20      | 35  |
| 18 | Turquia              | Hadise                        | Düm Tek Tek               | 4       | 177 |
| 19 | Albània              | Kejsi Tola                    | Carry me in your dreams   | 17      | 48  |
| 20 | Noruega              | Alexander Rybak               | Fairytale                 | 1       | 387 |
| 21 | Ucraïna              | Svetlana Loboda               | Be My Valentine!          | 12      | 76  |
| 22 | Romania              | Elena Gheorghe                | The Balkan girls          | 19      | 40  |
| 23 | Regne Unit           | Jade Ewen                     | My time                   | 5       | 173 |
| 24 | Finlàndia            | Waldo's People                | Lose Control              | 25      | 22  |
| 25 | Espanya              | Soraya Arnelas                | La noche es para mi       | 23      | 23  |

### Ordre de votació
| Ordre de votació | Ordre de votació | Ordre de votació | Ordre de votació |
| --- | --- | --- | --- |
| 1. Noruega · 2. Armènia · 3. Andorra · 4. Sèrbia · 5. Lituània · 6. Polònia · 7. Montenegro · 8. Turquia · 9. Regne Unit · 10. Hongria · 11. Malta | 12. Croàcia · 13. Suïssa · 14. Belarús · 15. Rússia · 16. França · 17. Suècia · 18. Països Baixos · 19. Alemanya · 20. Finlàndia · 21. Portugal · 22. Moldàvia | 23. Bulgària · 24. Dinamarca · 25. Bòsnia i Hercegovina · 26. Azerbaidjan · 27. Espanya · 28. Albània · 29. Islàndia · 30. Bèlgica · 31. Xipre · 32. Irlanda · 33. Armènia | 34. Txèquia · 35. Romania · 36. Eslovènia · 37. Ucraïna · 38. Letònia · 39. Grècia · 40. Eslovàquia · 41. ARI de Macedònia · 42. Estònia |

### Máximes puntuacions
Després de la votació, els països que van rebre 12 punts a la Final van ser:
| N. | A                    | De                                                                                            |
| -- | -------------------- | --------------------------------------------------------------------------------------------- |
| 16 | Noruega              | RUS · UKR · BLR · POL · LTU · LAT · EST · SWE · DEN · DEU · ESP · ISR · HUN · ISL · NED · SVN |
| 6  | Turquia              | FRA · BEL · MKD · SUI · GBR · AZE                                                             |
| 3  | Grècia               | CYP · ALB · BUL                                                                               |
| 3  | Islàndia             | IRL · MLT · NOR                                                                               |
| 3  | Bòsnia i Hercegovina | CRO · MNE · SRB                                                                               |
| 2  | Estònia              | SVK · FIN                                                                                     |
| 2  | Moldàvia             | ROU · POR                                                                                     |
| 1  | Espanya              | AND                                                                                           |
| 1  | Croàcia              | BIH                                                                                           |
| 1  | Regne Unit           | GRE                                                                                           |
| 1  | Romania              | MDA                                                                                           |
| 1  | Rússia               | ARM                                                                                           |
| 1  | Armènia              | CZE                                                                                           |
| 1  | Azerbaidjan          | TUR                                                                                           |